# Olympische Sommerspiele 1992/Teilnehmer (Belgien)
| Gelbes Symbol für Goldmedaillen mit stilisierten Olympischen Ringen | Graues Symbol für Silbermedaillen mit stilisierten Olympischen Ringen | Braundes Symbol für Bronzemedaillen mit stilisierten Olympischen Ringen |
| ------------------------------------------------------------------- | --------------------------------------------------------------------- | ----------------------------------------------------------------------- |
| —                                                                   | 1                                                                     | 2                                                                       |

Belgien nahm an den Olympischen Sommerspielen 1992 in Barcelona, Spanien, mit einer Delegation von 68 Sportlern (43 Männer und 25 Damen) teil.
Fahnenträger bei der Eröffnungsfeier war der Sportschütze Frans Peeters.

## Medaillengewinner

### Silber
| Name(n)          | Sportart | Wettkampf    |
| ---------------- | -------- | ------------ |
| Annelies Bredael | Rudern   | Damen, Einer |

### Bronze
| Name(n)      | Sportart | Wettkampf            |
| ------------ | -------- | -------------------- |
| Cédric Mathy | Radsport | Herren, Punkterennen |
| Heidi Rakels | Judo     | Damen, Mittelgewicht |

## Teilnehmer nach Sportarten

### Badminton
- Pedro Vanneste
Herren, Einzel: 33. Platz (1. Runde)

### Bogenschießen
- Paul Vermeiren
Herren, Einzel: 12. Platz

### Boxen
- Abdelkader Wahabi
Herren, Halbweltergewicht (bis 63,5 kg): 17. Platz (1. Runde)

### Judo
- Nicole Flagothier
Damen, Leichtgewicht (bis 56 kg): 5. Platz

- Heidi Goossens
Damen, Halbleichtgewicht (bis 52 kg): 20. Platz

- Johan Laats
Herren, Halbmittelgewicht (über 78 kg): 5. Platz

- Philip Laats
Herren, Halbleichtgewicht (bis 65 kg): 5. Platz

- Heidi Rakels
Damen, Mittelgewicht (bis 66 kg): Bronze

- Harry Van Barneveld
Herren, Schwergewicht (über 95 kg): 5. Platz

- Robert Van de Walle
Herren, Halbschwergewicht (bis 95 kg): 7. Platz

- Gella Vandecaveye
Damen, Halbmittelgewicht (bis 61 kg): 9. Platz

- Ulla Werbrouck
Damen, Halbmittelgewicht (bis 61 kg): 9. Platz

### Kanu
- Toon De Brauwer & Bart Stalmans
Herren, Zweier-Kajak 500 Meter: in der Vorrunde ausgeschieden
Herren, Zweier-Kajak 1000 Meter: in der Vorrunde ausgeschieden

### Leichtathletik
- Véronique Collard
Damen, 10.000 Meter: Vorläufe

- Godfried De Jonckheere
Herren, 50 km Gehen: disqualifiziert

- Sylvia Dethiér
Damen, 100 Meter Hürden: Vorläufe

- Vincent Rousseau
Herren, 10.000 Meter: Vorläufe

- Lieve Slegers
Damen, 10.000 Meter: 15. Platz

- Patrick Stevens
Herren, 100 Meter: Vorläufe
Herren, 200 Meter: Vorläufe

- William Van Dijck
Herren, 3000 m Hindernis: 9. Platz

### Radsport
- Cédric Mathy
Herren, Einzelverfolgung, 4000 m: 6. Platz
Herren, Punkterennen: Bronze

- Wim Omloop
Herren, Straßenrennen: DNF

- Erik Schoefs
Herren, Sprint: disqualifiziert (1. Runde)

- Tom Steels
Herren, Zeitfahren, 1000 m: 19. Platz

- Erwin Thijs
Herren, Straßenrennen: DNF

- Michel Vanhaecke
Damen, Straßenrennen: DNF

- Kristel Werckx
Damen, Straßenrennen: 15. Platz
Damen, Einzelverfolgung, 3000 m: 9. Platz

### Reiten
- Evelyne Blaton
Springreiten, Einzel: 12. Platz
Springreiten, Team: 12. Platz

- Dirk Demeersman
Springreiten, Einzel: 62. Platz in der Qualifikation
Springreiten, Team: 12. Platz

- Jef Desmedt
Vielseitigkeit, Einzel: 10. Platz
Vielseitigkeit, Team: 4. Platz

- Karin Donckers
Vielseitigkeit, Einzel: 8. Platz
Vielseitigkeit, Team: 4. Platz

- Ludo Philippaerts
Springreiten, Einzel: 7. Platz
Springreiten, Team: 12. Platz

- Willy Sneyers
Vielseitigkeit, Einzel: 18. Platz
Vielseitigkeit, Team: 4. Platz

- Dirk Van Der Elst
Vielseitigkeit, Einzel: 40. Platz
Vielseitigkeit, Team: 4. Platz

- Jean-Claude Van Geenberghe
Springreiten, Einzel: 75. Platz in der Qualifikation
Springreiten, Team: 12. Platz

### Rhythmische Sportgymnastik
- Cindy Stollenberg
Damen, Einzel: 39. Platz in der Qualifikation

### Ringen
- Jean-Pierre Wafflard
Herren, Mittelgewicht (bis 82 kg), griechisch-römisch: in der Vorrunde ausgeschieden

### Rudern
- Annelies Bredael
Damen, Einer: Silber

- Dirk Crois, Alain Lewuillon, Tom Symoens & Wim Van Belleghem
Herren, Doppelvierer: 9. Platz

- Luc Goiris & Jaak Van Driessche
Herren. Zweier ohne Steuermann: 5. Platz

- Renée Govaert & Ann Haesebrouck
Damen, Doppelzweier: 9. Platz

### Schießen
- Karin Biva
Damen, Luftgewehr: 31. Platz

- Anne Goffin
Damen, Luftpistole: 15. Platz
Damen, Kombinationspistole: 39. Platz

- Frans Peeters
Herren, Trap: 14. Platz

- Sonia Vettenburg
Damen, Luftpistole: 42. Platz

### Schwimmen
- Isabelle Arnould
Damen, 200 m Freistil: 20. Platz
Damen, 400 m Freistil: 6. Platz
Damen, 800 m Freistil: 8. Platz

- Brigitte Becue
Damen, 100 m Brust: 21. Platz
Damen, 200 m Brust: 17. Platz
Damen, 200 m Lagen: 25. Platz

- Sandra Cam
Damen, 200 m Freistil: 25. Platz
Damen, 400 m Freistil: 10. Platz
Damen, 800 m Freistil: 14. Platz

- Fred Deburghgraeve
Herren, 100 m Brust: 34. Platz
Herren, 200 m Brust: 19. Platz
Herren, 4 × 100 m Lagen Staffel: 16. Platz

- Stefaan Maene
Herren, 200 m Freistil: 24. Platz
Herren, 100 m Brust: 10. Platz
Herren, 200 m Brust: 8. Platz
Herren, 200 m Lagen: 24. Platz
Herren, 4 × 100 m Lagen Staffel: 16. Platz

- Yasuhiro Vandewalle
Herren, 100 m Rücken: 9. Platz
Herren, 200 m Rücken: 14. Platz
Herren, 4 × 100 m Lagen Staffel: 16. Platz

- Marc Verbeeck
Herren, 50 m Freistil: 53. Platz
Herren, 100 m Freistil: 48. Platz
Herren, 4 × 100 m Lagen Staffel: 16. Platz

### Segeln
- Dirk & Johan Bellemans
Herren, 470er: 18. Platz

- Min Dezillie
Damen, Europe: 18. Platz

- Christ’l Smet
Damen, Windsurfen: 15. Platz

- Paul Van Den Abeele
Herren, Windsurfen: 15. Platz

### Tennis
- Sabine Appelmans
Damen, Einzel: 5. Platz (Viertelfinale)

### Tischtennis
- Jean-Michel Saive
Herren, Einzel: 9. Platz (Achtelfinale)
Herren, Doppel: 9. Platz (Vorrunde)

- Philippe Saive
Herren, Doppel: 9. Platz (Vorrunde)

### Turnen
- Bénédicte Evrard
Damen, Einzelmehrkampf: 23. Platz
Damen, Boden: 77. Platz in der Qualifikation
Damen, Pferdsprung: 51. Platz in der Qualifikation
Damen, Schwebebalken: 51. Platz in der Qualifikation
Damen, Stufenbarren: 37. Platz in der Qualifikation

### Wasserspringen
- Alexei Kogalev
Herren, Kunstspringen (3 m): 26. Platz in der Qualifikation